# José Manuel Abascal
José Manuel Abascal (* 17. März 1958 in Santander) ist ein ehemaliger spanischer Mittel- und Langstreckenläufer, der international vor allem im 1500-Meter-Lauf in Erscheinung trat.
1982 gewann er bei den Halleneuropameisterschaften in Mailand die Silbermedaille und in Athen bei den Europameisterschaften im Freien die Bronzemedaille über 1500 m. Im folgenden Jahr wurde er bei den Halleneuropameisterschaften in Budapest erneut Zweiter und belegte bei den Weltmeisterschaften in Helsinki den fünften Rang. Außerdem holte er bei den Mittelmeerspielen die Bronzemedaille.
Den bedeutendsten Erfolg seiner Karriere feierte Abascal bei den Olympischen Spielen 1984 in Los Angeles. Im 1500-Meter-Lauf sicherte er sich hinter den Briten Sebastian Coe und Steve Cram den dritten Platz. Dagegen verpasste er bei den Leichtathletik-Europameisterschaften 1986 in Stuttgart den Finaleinzug knapp. 1987 errang er die Silbermedaille bei den Leichtathletik-Hallenweltmeisterschaften in Indianapolis. Außerdem startete er im selben Jahr bei den Weltmeisterschaften in Rom im 5000-Meter-Lauf, konnte sich jedoch nicht für das Finale qualifizieren.
José Manuel Abascal ist 1,82 m groß und hatte ein Wettkampfgewicht von 67 kg. Er startete für die Leichtathletik-Abteilung des FC Barcelona.

## Bestleistungen
- 1500 m: 3:31,13 min, 16. August 1986, Barcelona
- 1 Meile: 3:50,54 min, 10. September 1982, Rom
- 5000 m: 13:12,49 min, 4. Juli 1987, Oslo